# Zebrafinke
Zebrafinken (Taeniopygia guttata) er den mest almindelige pragtfinke i Australien, hvor den findes stort set overalt. Kun i det kolde syd og det tropiske nord finder man ikke Zebrafinker. 
Der findes to underarter. Taeniopygia guttata guattata, Timor-zebrafinken, lever i et område, der går fra Lombok eller Nusa Tanggara til Sermata. Den anden underart er Taeniopygia gutatta castanotis – den australske Zebrafinke. Denne findes, som navnet antyder, på det australske kontinent. Zebrafinken lever i flok og betegnes derfor som en flokfugl.

## Fuglehold
Zebrafinken er en populær burfugl, idet den er nem at passe og opdrætte. Zebrafinker er en social fugl, som bør holdes i par eller flok. Man skal ikke forvente, at Zebrafinker bliver tamme.
Dansk Zebrafinke Klub (DZK) er en specialforening oprettet for fugleholdere med special interesse for netop zebrafinker.